# Josepha von Salm-Reifferscheidt-Bedburg
Josepha Maria Anna Antonia Nepomucena von Salm-Reifferscheidt-Bedburg (* 15. Juli 1731 in Wien; † 23. Juni 1796 in Essen) war eine geistliche Würdenträgerin aus der Familie Salm-Reifferscheidt. Sie hatte Präbenden und Ämter in den Stiften Elten, Vreden und Essen inne.
Josepha von Salm-Reifferscheidt-Bedburg war die Tochter von Altgraf Karl Anton Joseph zu Salm-Reifferscheidt-Bedburg und dessen Gemahlin Gräfin Maria Franziska de Paula Eleonora Esterhazy. Sie wuchs in Wien auf. Nach dem Tod ihres Vaters 1755 holte ihr Onkel Leopold von Salm-Reifferscheidt sie mit ihrem Bruder in Wien ab, um sie in das Stift Elten zu bringen und mit ihrem Bruder die Kavaliersreise fortzusetzen. Einen Teil der Reise absolvierte Josepha mit ihnen, gemeinsam besuchten sie Dresden, Meißen, Hubertusburg, Bautzen, Naumburg (Saale) und weitere Orte. Neben der Präbende in Elten erhielt sie auch eine Präbende im Stift Vreden, die als Blutpräbende an das Geschlecht der Altgrafen zu Salm-Reifferscheidt-Bedburg gebunden war. Von dieser Präbende, deren vorherige Inhaberin Anna Maria Luise von Salm-Reifferscheidt-Bedburg bereits 1735 geheiratet hatte, ergriff sie am 3. Februar 1756 Besitz, hielt sich jedoch überwiegend in Elten auf. Im März 1763 hatte Josepha die vorgeschriebene Anwesenheitszeit (Residenz) in Vreden noch nicht absolviert, gleichwohl sollte sie dort als Küsterin eingesetzt werden. Den Eid als Stiftsdame legte sie in Vreden erst am 29. April 1765 ab, nachdem man sie von der Residenz befreit hatte.
In Elten wurde Josepha 1766 Küsterin, im selben Jahr ersuchte sie zusätzlich um Aufnahme in das Stift Essen, welches als kaiserlich-freiweltliches Stift vornehmer als das hochgräflich-freiweltliche  Stift Vreden und das fürstlich-freiweltliche Stift Elten galt. In Essen wurde die Aufschwörung am 11. August 1766 vorgelegt und vom Kapitel der Stiftsdamen akzeptiert, Besitz von ihrer Präbende ergriff Josepha am 26. September 1766. In Essen wurde sie am 1. Juli 1767 vorzeitig von der Residenz befreit, jedoch noch nicht zum Kapitel zugelassen. Die Präsenzrechnungen für den Chordienst im Stift Essen liegen für Josepha von 1767 bis zu ihrem Tode vor.
Ab 1778 kumulierte Josepha Ämter in allen Stiften, in denen sie Präbenden hatte: Am 10. März 1778 wurde sie in Essen zur Küsterin gewählt, in Vreden schwor sie am 1. Dezember 1779 den Amtseid als Dechantin. Am 1. Januar 1782 wurde sie auch von den Essener Stiftsdamen zur Dechantin gewählt, 1784 erreichte sie diese Position auch in Elten, scheiterte dort jedoch im selben Jahr bei der Wahl zur Äbtissin. Grund des Scheiterns war, dass Preußen ihre Konkurrentin Walburga Maria Truchseß von Waldburg-Zeil-Wurzach unterstützte, obwohl Josepha vom Essener Offizial bescheinigt worden war, dass sie fromm, gottesfürchtig und bei gutem Verstande sei. Die Position der Äbtissin von Elten erreichte Josepha Maria Anna Antonia Nepomucena von Salm-Reifferscheidt-Bedburg dennoch, da sie am 1. Januar 1790 Nachfolgerin ihrer Konkurrentin von 1784 wurde. Am 12. Januar wurde sie auch in Vreden zur Äbtissin gewählt, diese Wahl wurde vom Kölner Erzbischof am 3. April 1790 bestätigt.
Josepha Maria Anna Antonia Nepomucena von Salm-Reifferscheidt-Bedburg starb am 25. Juni 1796 in Essen. Nachfolgerin als Äbtissin von Elten wurde ihre Nichte Maximiliana Franziska de Paula, Altgräfin von Salm-Reifferscheid (1765–1805).